# 가금

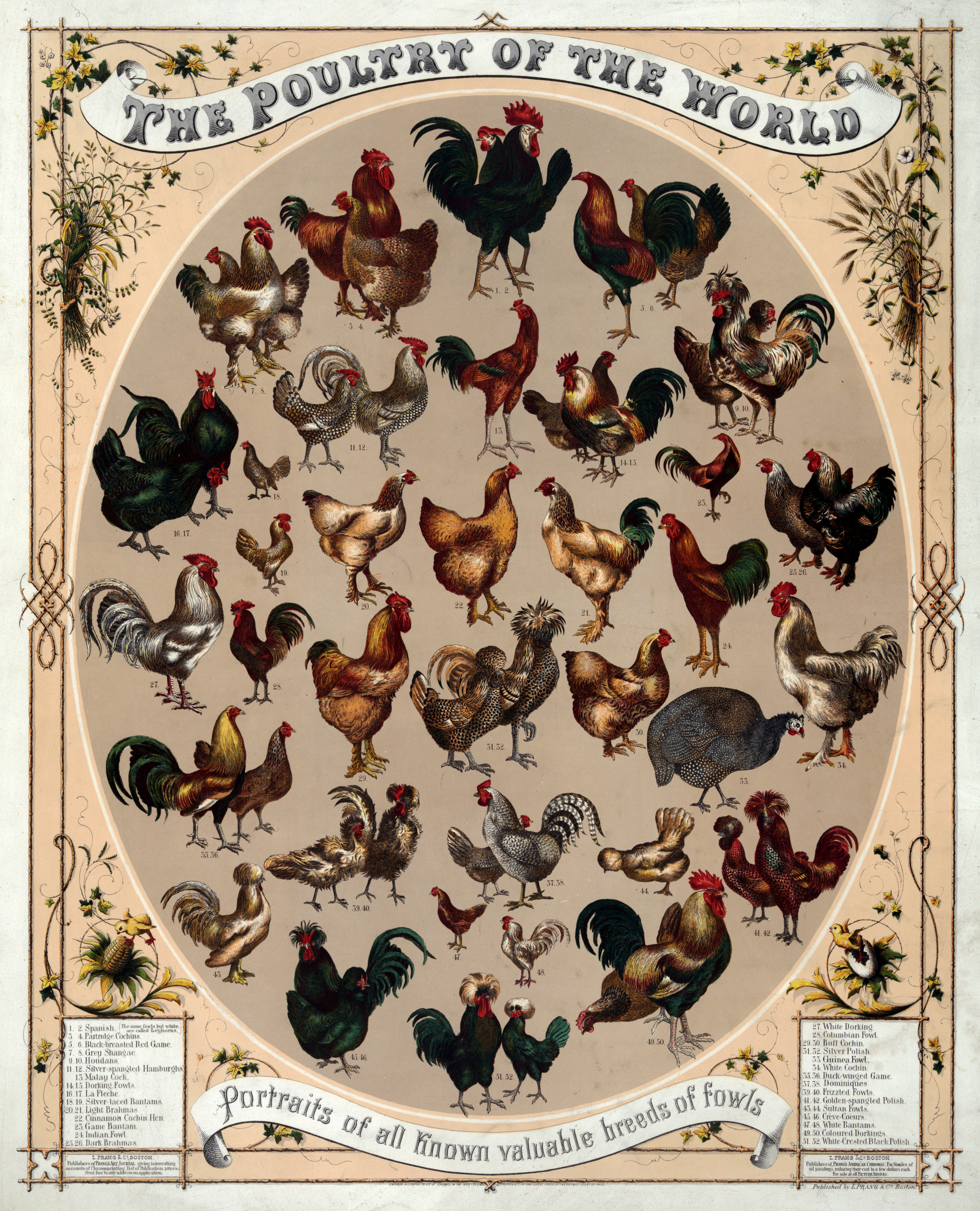
세계의 가금류 (1868)

가금(家禽, 영어: poultry), 또는 가금류(家禽類)는 가축으로서 사람들에게 달걀 등 새알이나 고기 및 깃털 등 다양한 생산품을 제공하는 가축화된 새를 총칭하는 개념이다.
순우리말로는 집새라고 일컬으며, 가금류를 양식하는 것은 가금축산업이라 이른다. 가금류는 대부분 닭기러기류, 즉 닭·메추라기·칠면조·꿩·호로새 등 닭목에 속한 새 종류와 오리·거위 등 기러기목 새 종류가 대부분이며, 그 밖에도 비둘기 등이 포함된다. 사냥감으로서 수렵되는 야생 새 종류는 가금이라고 이르지 않으며 단순히 애완동물로 기르는 새와도 구별된다.
최초로 인류와 공존한 가금은 닭이다. 닭의 가축화는 본래 지금으로부터 5,400년 전 동남아시아에서 최초로 이루어졌다고 알려져 왔으나, 이후 닭속에 속한 새 4종을 대상으로 한 유전체학 연구를 통해 8,000년 전에 이루어진 것으로 정정되었다. 원래는 야생 조류 둥지에서 가져온 알이 부화한 것을 키우게 되는 식으로 이루어졌지만, 점차 새를 영구적으로 가둬 기르는 방식으로 발전했다. 처음에 사람들은 닭은 닭싸움에 쓰려고, 메추라기는 노래를 들으려고 키웠으나, 곧 식량 자원을 가둬서 기르는 이점을 깨달아 육용으로 기르기 시작했다. 이후 몇 세기에 걸쳐서 성장 속도, 산란 능력, 형상, 우색(羽色), 순응성 등을 개선하기 위해서 품종 개량이 이루어졌고, 그 결과 현대에 사육되는 가금류는 많은 부분에서 조상뻘인 야생종과는 차이가 난다. 현대에 이르러서 가금류는 많은 수가 대규모 양식을 통해서 사육되어 시장에 나오나, 많은 지역에서는 여전히 소규모로 사육되기도 한다.
가금류를 도축해서 얻는 고기는 흔히 새고기라 부르며, 이는 세계에서 두 번째로 널리 먹는 고기로 전 세계 고기 생산량의 약 30%를 차지해 38%를 차지하는 돼지고기의 뒤를 잇는다. 가금류 고기는 비교적 지방 함량이 적고 단백질이 많이 함유되어 있는 영양가 높은 식품이며, 식중독을 예방하기 위해서는 알맞은 식품 관리와 더불어 익혀서 먹는 조리 과정이 필요하다. 다른 고기를 섭취하지 않고 오로지 가금류 고기만 먹는 준채식주의를 폴로태리어니즘(pollotarianism)이라고 부른다.

## 정의
한국어에서 가금(家禽)이라는 한자어는 집 가(家)와 새 금(禽) 두 글자로 이루어진다. 풀어서 보면 "집에서 키우는 날짐승"이라는 뜻을 담고 있으며 들새라는 뜻의 야금(野禽)과 구별된다. 영명인 폴트리(poultry) 역시 가축화되어 유용하게 활용되는 새 전반을 가리키는 단어이다. 한영 양쪽 언어에서 사용되는 단어 모두 닭목과 기러기목 새는 포함하지만, 앵무새처럼 새장에 넣어 기르는 새(cagebird)는 가리키지 않는다. 즉, 주로 고기나 알을 먹기 위해 키우는 닭·칠면조·거위·오리 등을 가리키는 단어라고 정의할 수 있다. 다만 한국 법령상으로는 직접적으로 가금류를 정의하고 있진 않으나, 가축 및 축산물 이력관리에 관한 법률 제8조의2에 따라 가금류를 "닭과 오리"로 좁게 보고 있다.
브리태니커 백과사전에서는 일반적인 가금류의 목록에 추가로 호로새·집비둘기를 기입하고 있다. 아울러 R. D. 크로퍼드가 집필한 《가금류 번식과 유전적 특징》이라는 저서에서는 비둘기가 생략된 대신 꿩·메추라기를 추가 기입하고 있는데, 이 중 메추라기는 사육된 상태에서 번식하고 야생으로 방사되는 경우가 많다. 또한 영국의 조류학자 에드먼드 딕슨은 자신의 저서 《관상용 및 가정용 가금류: 그 역사와 관리》에서 공작·호로새·혹고니·칠면조·거위 여러 종류·머스코비오리를 포함한 오리 종류·밴텀닭을 비롯한 닭 전 종류를 목록에 포함시켰다.
한편 영어에는 파울(fowl)이라는 명칭도 존재하는데, 이 단어는 주로 닭과 동일시되지만 그 밖의 가금류도 포함하며, 심지어 새 전반을 가리키기도 하는 등 지칭하는 범위가 넓다. 많은 언어가 폴트리와 파울을 구별하지 않으며, 두 단어 모두 가금육을 가리킬 때도 사용한다. 그 외에도 게임(game)은 가금류와 반대되는 야생 조류를 통칭하는 말이며, 가금류 고기와 그렇지 않은 새고기를 구분지을 때 사용하는 단어이기도 하다.

### 가금의 예시
| 새       | 조상격 새     | 가축화 지역 | 용도      | 사진 |
| -------- | ------------- | ----------- | --------- | ---- |
| 닭       | 적색야계      | 동남아시아  | 알과 고기 |      |
| 칠면조   | 들칠면조      | 멕시코      | 고기      |      |
| 메추라기 | 야생 메추라기 | 일본        | 알과 고기 |      |
| 오리     | 청둥오리      | 세계 각지   | 알과 고기 |      |
| 거위     | 회색기러기    | 세계 각지   | 알과 고기 |      |
| 호로새   | 야생 호로새   | 아프리카    | 알과 고기 |      |
| 집비둘기 | 바위비둘기    | 중동        | 고기      |      |
| 꿩       | 야생 꿩       | 동아시아    | 고기      |      |

## 닭

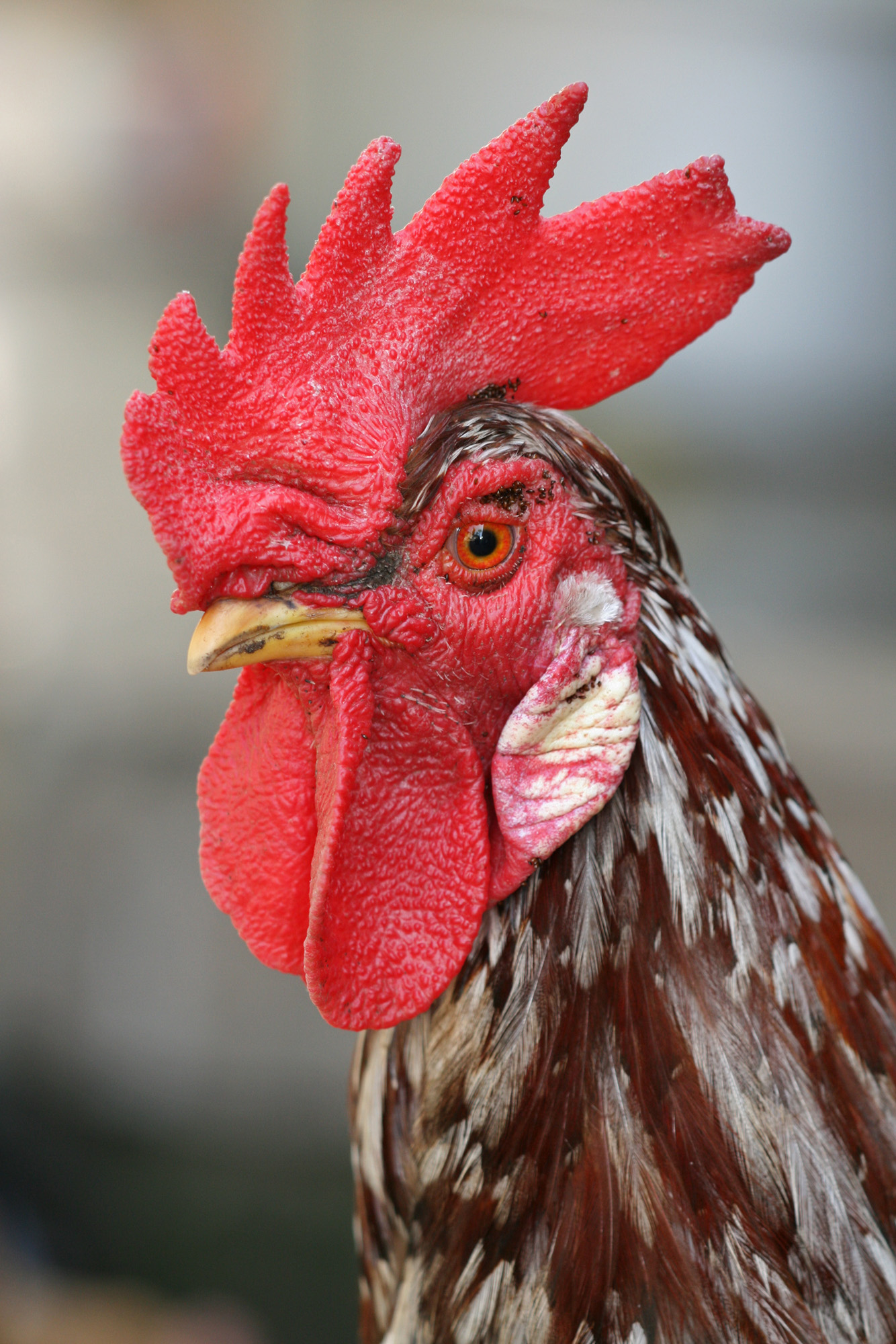
벼슬과 육수가 있는 수탉의 두상

닭은 무리를 지어 생활하는 중형 잡식성 조류로, 붉은 벼슬과 육수(肉垂)가 특징이며 다부진 몸집과 곧추선 자세를 하고 있다. 수탉은 보통 암탉보다 더 크고, 색깔이 뚜렷하며 깃털이 풍성하다. 땅에서 생활하며, 자연에서는 흙바닥과 낙엽지에서 씨앗과 무척추동물을 비롯한 소형 동물을 포식한다. 위태로울 상황을 빼고는 좀처럼 날지 않으며, 주로 풀숲으로 도망쳐서 위기를 회피한다. 현재의 닭(학명: Gallus gallus)은 아시아에 분포하는 적색야계를 적통 조상으로 하여 회색야계·실론야계·녹색야계와 같은 여러 산닭 종류를 조상으로 삼는다.
게놈 연구에 따르면 닭이 처음으로 가축화된 것은 8,000년 전 동남아시아에서였고, 그로부터 2,000-3,000년에 걸쳐 차차 중국을 비롯한 동아시아와 인도를 비롯한 남아시아로 전파되었다. 지금까지 발견된 고고학 사료들로 미루어 볼 때, 동남아시아에서는 기원전 6000년보다 훨씬 더 오래 전부터 닭을 길렀고, 중국에서는 기원전 6000년, 인도에서는 기원전 2000년 즈음에 닭을 도입한 것으로 보인다. 2020년 전 세계에서 닭 863마리를 선별해 연구한 결과 현대에서 가축으로 기르는 모든 닭은 중국 남서부·태국 북부·미얀마에서 가축화된 적색야계의 후손으로, 가축화 과정에서 동남아시아·남아시아로 퍼져나가면서 다양한 산닭 종류와 교잡이 이루어진 끝에 지역에 따라 다양한 종류의 닭이 출현하게 되었다. 일례로 가장 널리 사육되는 품종인 레그혼은 여러 적색야계 아종들의 유전자가 뒤섞여 있다는 것이 확인되었다.
기원전 3500년-2500년 사이에 닭은 해양 민족인 오스트로네시아인의 손에 대만·해양 동남아시아·멜라네시아·마다가스카르·폴리네시아 등지로 퍼져나갔다. 기원전 2000년에 다다라서는 인더스강 인근의 문명으로 전파되었으며 그로부터 250년 후에는 이집트에 도달했다. 여전히 투계에도 사용되었지만, 동시에 다산의 상징으로 여겨졌다. 고대 로마에서는 점을 칠 때 사용되기도 했으며, 이집트에서는 닭의 인공 번식을 성사시키기 위해 까다로운 사육법을 개발하기도 했다. 이후 닭은 전세계로 퍼져나가면서 달걀과 닭고기가 주요 식량 공급원으로 자리매김해 갔다.
가축화 이후 레그혼을 비롯하여 로드아일랜드레드·오골계·플리머스록 등 수많은 품종이 개량되었으나 백색레그혼을 제외한 상업용 품종 대다수는 잡종 기원이다. 1800년경 닭의 대규모 사육이 성행하기 시작하면서 1920년대 즈음에는 영국에, 제2차 세계 대전 이후로는 미국에 닭의 대량생산을 도모하는 농장이 생겨나기 시작했다. 20세기 중반까지는 육계(肉鷄) 산업의 중요성이 달걀 산업에 비해 우위를 차지했다. 갈수록 다양해지는 소비자의 수요를 충족시키기 위하여 다발적인 품종 개량이 일어났고, 그 결과 닭은 알을 연간 300개씩 생산할 수 있는 가볍고 산란 능력이 뛰어난 품종, 살이 순식간에 찌고 단시간에 성장할 수 있어서 태어난 지 얼마 안 되어 상품으로 사용할 수 있는 품종, 양질의 알과 고기를 모두 생산할 수 있는 실용 품종 등 다양한 형태를 띠게 되었다. 수탉은 달걀 생산에서는 쓸모없는 것으로 여겨지기 때문에, 갓 태어난 수평아리일 때 성별 감정을 통해 솎아내어 도축되며, 육계일 경우에도 공격성을 제거하기 위해 화학적으로 거세된다. 이렇게 거세한 식용 수탉(capon)은 공격성도 완화되는 동시에 육질도 연해진다.

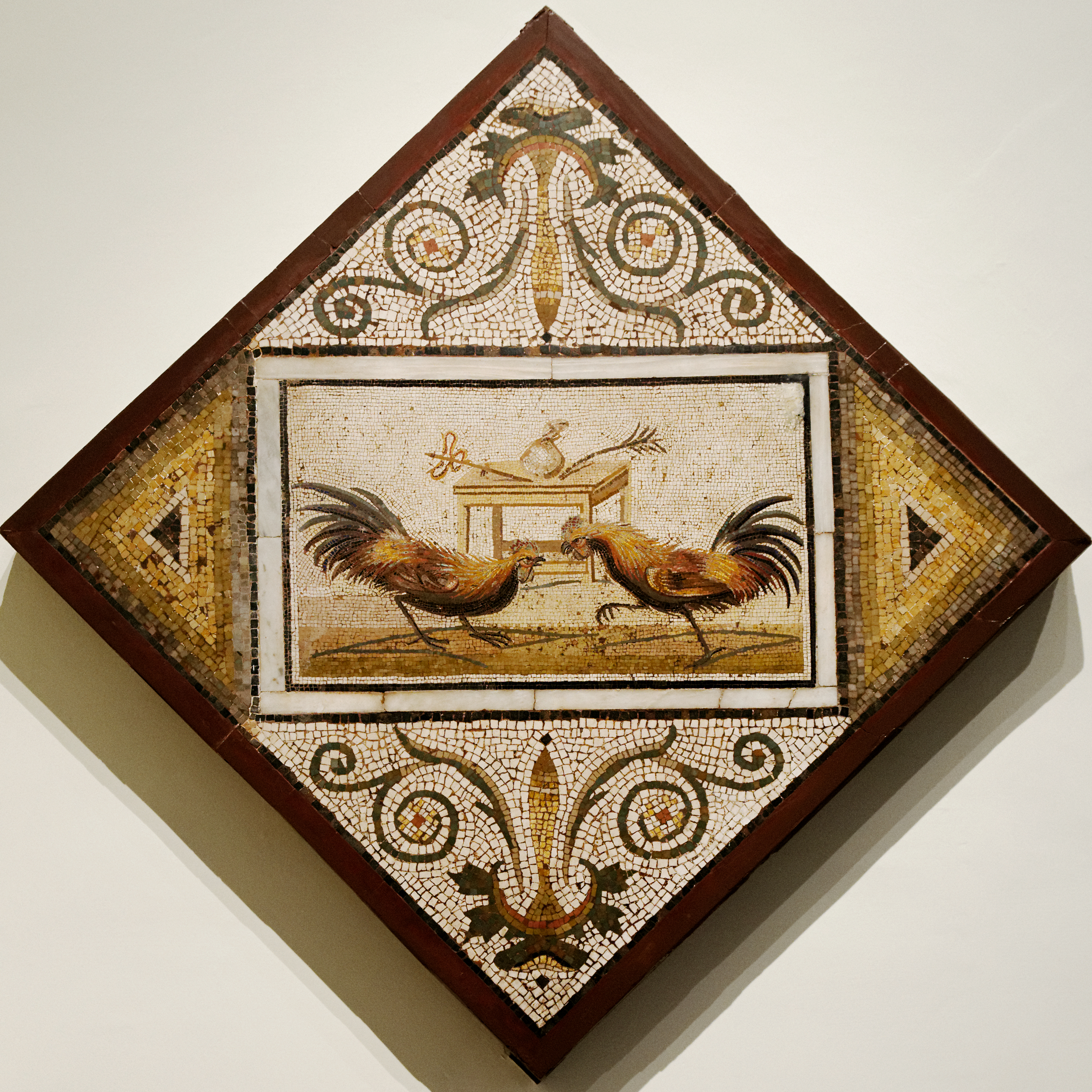
투계를 묘사한 고대 로마 모자이크

한편 밴텀(bantam)은 닭을 인위적으로 소형이 되도록 개량시키거나, 주로 애완용으로 기르는 왜소한 품종을 뜻한다. 역사적으로 유럽 상인들이 해당 지역의 닭을 거래하던 자바섬의 촌락 반탐에서 유래되었으며, 일반적인 닭의 4분의 1에서 3분의 1 정도 크기에다가 작은 달걀을 낳는다. 밴텀은 주로 애호가의 취미나 관상용 목적으로 기르거나, 알을 얻거나 품평회에 출품하기 위해 기른다.

### 닭싸움
투계(鬪鷄)라고도 이르는 닭싸움은 세계에서 가장 오래된 형태의 관중 경기로, 수탉 두 마리를 싸움 붙여서 한 마리가 죽거나 심하게 다칠 때까지 싸우도록 하는 것이다. 인류가 닭을 처음으로 기르기 시작한 것은 맨 처음으로는 신앙의 상징으로서, 그 다음으로는 닭싸움에 출전시키기 위해서였다. 동남아시아 군도 지대에 널리 퍼져 있는 닭싸움 문화는 도박 스포츠로 성행하기도 하지만 때때로 제례로서 실행되기도 한다. 닭싸움은 동남아시아뿐만 아니라 고대 인도·중국·페르시아·그리스·로마 등지에서 문화를 형성했고, 대개 거금이 내걸려 많은 사람들이 닭싸움의 승패에 따라 떼돈을 벌거나 탕진하곤 했다. 특히 인도 아대륙에서는 투계에 쓰려고 공격성을 드높인 품종을 개발했는데 대표적인 품종이 아실·샤모이다. 닭싸움은 20세기 들어 동물 학대에 대한 인식이 신장되면서 대다수의 국가에서 금지되어 사라졌다.

## 오리
오리는 넓은 부리, 머리 측면에 나 있는 눈, 긴 목, 몸에서 비교적 뒤편에 위치하는 짧은 다리에 물갈퀴가 있는 중형 수생 조류이다. 수오리가 암오리보다 더 크며, 일부 품종은 서로 다른 깃털빛을 가진다. 흔히 기르는 집오리는 수생곤충·연체동물·환형동물·양서류·수초·풀 등을 가리지 않고 먹는 잡식성으로, 물 속의 먹이를 먹을 때는 머리 부분을 물 속에 담그고 엉덩이를 들어올린 채 물장구를 치면서 먹는다. 집오리들은 무겁기 때문에 대부분 날 수 없으며, 무리를 지어 돌아다니는 것을 좋아하는 사회적인 새들이다. 깃털 위에는 꼬리샘에서 나오는 기름을 쳐서 깃털이 젖지 않도록 할 수 있다.

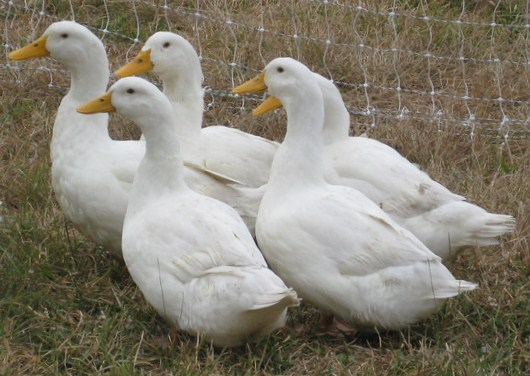
페킨 오리

중국에서는 기원전 4000년경의 찰흙 오리 모형이 출토되기도 한 것으로 보아 양사오 문화가 발흥할 때도 오리는 가축화가 이미 되어있던 것으로 보인다. 그렇지 않더라도, 오리가 가축의 영역에 들어선 것은 서양보다 동양이 1,500년 정도 더 빨랐다. 기원전 1세기 로마 제국의 농업 전문가였던 루키우스 콜루멜라는 자신의 저서에 오리를 기르고 싶은 사람은 야생 오리알을 모아서 암오리가 품게 하라는 지침을 기록했는데, 이렇게 새장에 가두고 길러야 야생성이 달아나고 번식이 용이해진다는 이유에서였다. 이렇듯 로마 시대에 오리 사육법을 기록한 문헌이 잔존하는데도 불구하고, 그 이후 서기 810년경까지 서유럽의 농경 기록 가운데 어디에서도 오리를 찾아볼 수 없다. 그러나 서기 810년 이후에는 거위·닭·공작과 함께 소작농이 임대료로 오리를 지불한다는 기록이 등장했다.
잘 알려져 있다시피 청둥오리(학명: Anas platyhynchos)는 집오리 전 품종의 조상뻘이지만, 아예 다른 속에 속하는 머스코비오리(학명: Cairina moschata)만큼은 예외이다. 오리는 주로 오리고기와 오리알, 그리고 침구류 등에 사용되는 솜털을 얻기 위해 기른다. 닭과 마찬가지로 오리 또한 산란 능력과 성장성, 솜털의 양 등을 개선시키고자 수많은 품종으로 개량이 이루어졌다. 영미권에서 가장 흔한 품종은 1년에 200개씩 알을 낳을 수 있고 생후 44일 만에 3.5kg까지 살이 찔 수 있는 흰색 페킨 오리이다. 서양에서는 생산하는 살코기가 더 많고 집중사육과 보관이 쉬운 닭고기가 오리고기보다 더 인기가 많아서 오리고기는 주로 고급 요리에 등장하지만, 중국과 같은 동양권에서는 논에 풀어다 기르는 재래식 사육법이 비교적 쉬워 오리고기가 닭고기에 맞먹는 인기를 가지기도 한다.

## 거위

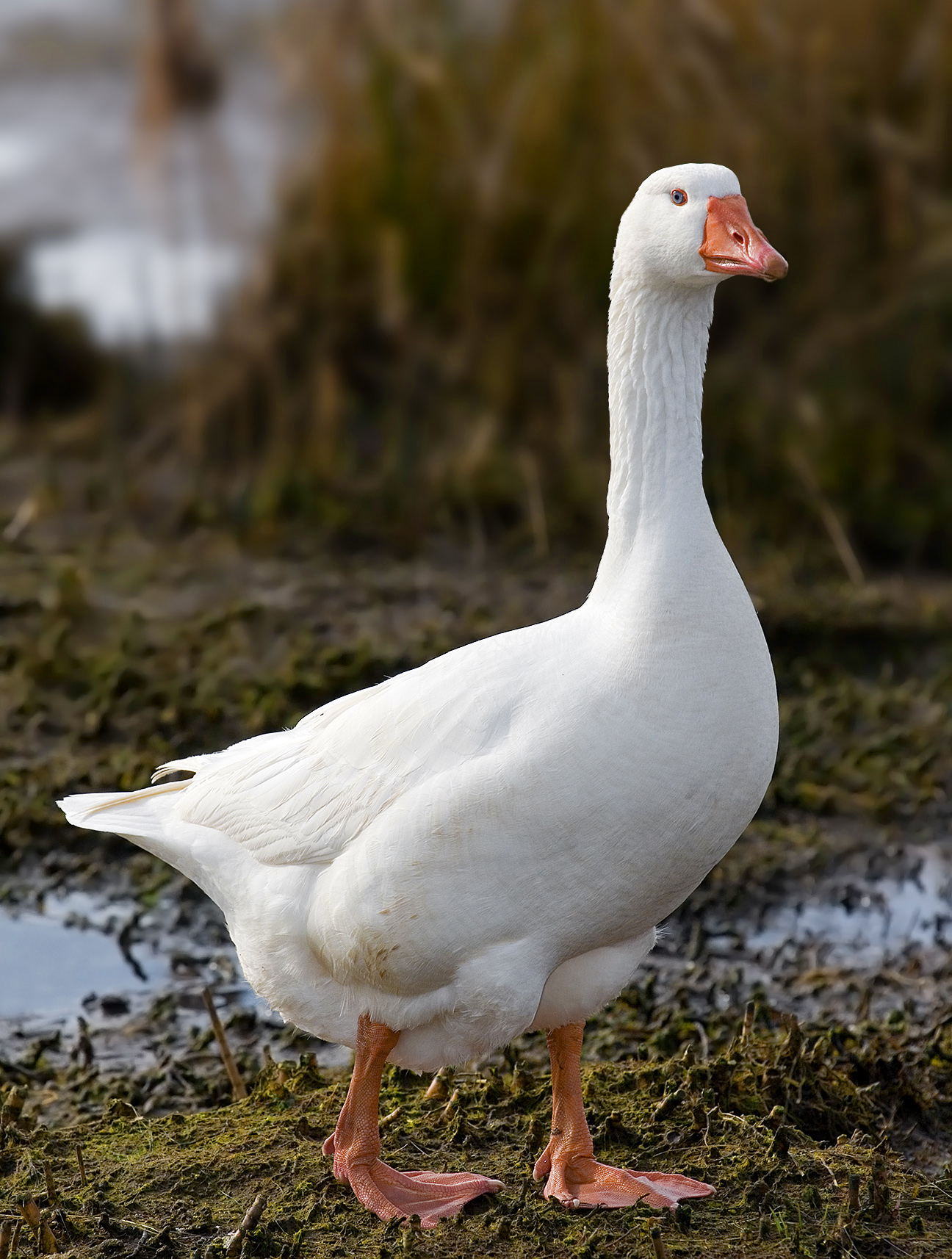
회색기러기의 후손뻘인 엠덴 거위

회색기러기(학명: Anser anser)가 고대 이집트에서 가축화되어 거위가 된 것은 지금으로부터 최소 3,000년 전의 일이며, 성서에도 거위의 사육이 기록되어 있다. 또 그로부터 약 1,000년 이후 시베리아 등지에서 개리(학명: Anser cygnoides)가 가축화되어 중국거위가 되었다. 두 종 사이에는 서로 교배가 이루어졌고, 그 결과 중국 거위의 특징인 부리의 혹은 여러 거위 품종들 사이에서 다양한 형태로 빈번하게 나타난다. 이 잡종 거위들로부터 현대에서 찾아볼 수 있는 여러 품종들이 탄생했다. 거위는 꽤 이른 시기에 가축화가 이루어졌지만 닭이나 오리만큼 상업적으로 중요한 위치를 차지하지는 않았다.
가축화된 거위는 야생 기러기보다 훨씬 몸집이 육중하고, 굵고 긴 목에 꼿꼿한 자세, 넓은 엉덩이가 특징이다. 회색기러기로부터 파생된 서양 거위 품종은 큰 덩치에 살집이 많아 육용으로 소비되지만, 반대로 중국거위 혈통 품종은 덩치가 작아 알을 생산하는 데 쓰인다. 양쪽 모두 부드러운 솜털이 나기 때문에 옷과 침구류를 만드는 데 사용된다. 먹이로는 주로 풀을 뜯어먹으며 이따금 무척추동물을 먹는다. 풀을 주식으로 삼고도 잘 자란다는 것은 거위 사육의 장점이다. 사회성이 뛰어나고 기억력이 월등하기 때문에 늦게까지 돌아다니다가도 해가 지기 전에 귀소(歸巢)한다. 중국 거위는 공격성이 높고 시끄러운 소리로 울기 때문에 침입자나 도둑을 막는 파수꾼 역할을 맡을 수도 있다. 거위고기는 발색이 진한 고단백 식품이지만, 대부분이 단일 불포화 지방산을 함유하고 있음에도 섭취 시 피하지방을 축적하게 된다. 주로 생후 10주에서 24주 사이에 도축되며, 그 시기 사이에 혈관이 연결된 핀 솜털(pin feather)이 자라나기 때문에 사체를 처리하는 데 어려움이 있다.
어떤 나라에서는 간의 지방 함량을 비대하게 찌워 푸아그라를 만들기 위해 강제로 모이를 섭취시킨다. 특히 프랑스산 푸아그라가 푸아그라 생산량의 75%를 차지하며, 헝가리·불가리아·중국 등이 이를 잇는다. 특히 중국은 최근에 푸아그라 생산량이 증가 추세이다. 푸아그라는 전세계적으로 사치품으로서의 가치를 인정받지만, 이와 같이 강제로 먹이를 먹게 하는 사육법은 동물 복지에 어긋나기에 세계 각국에서 금지하고 있다.

## 칠면조

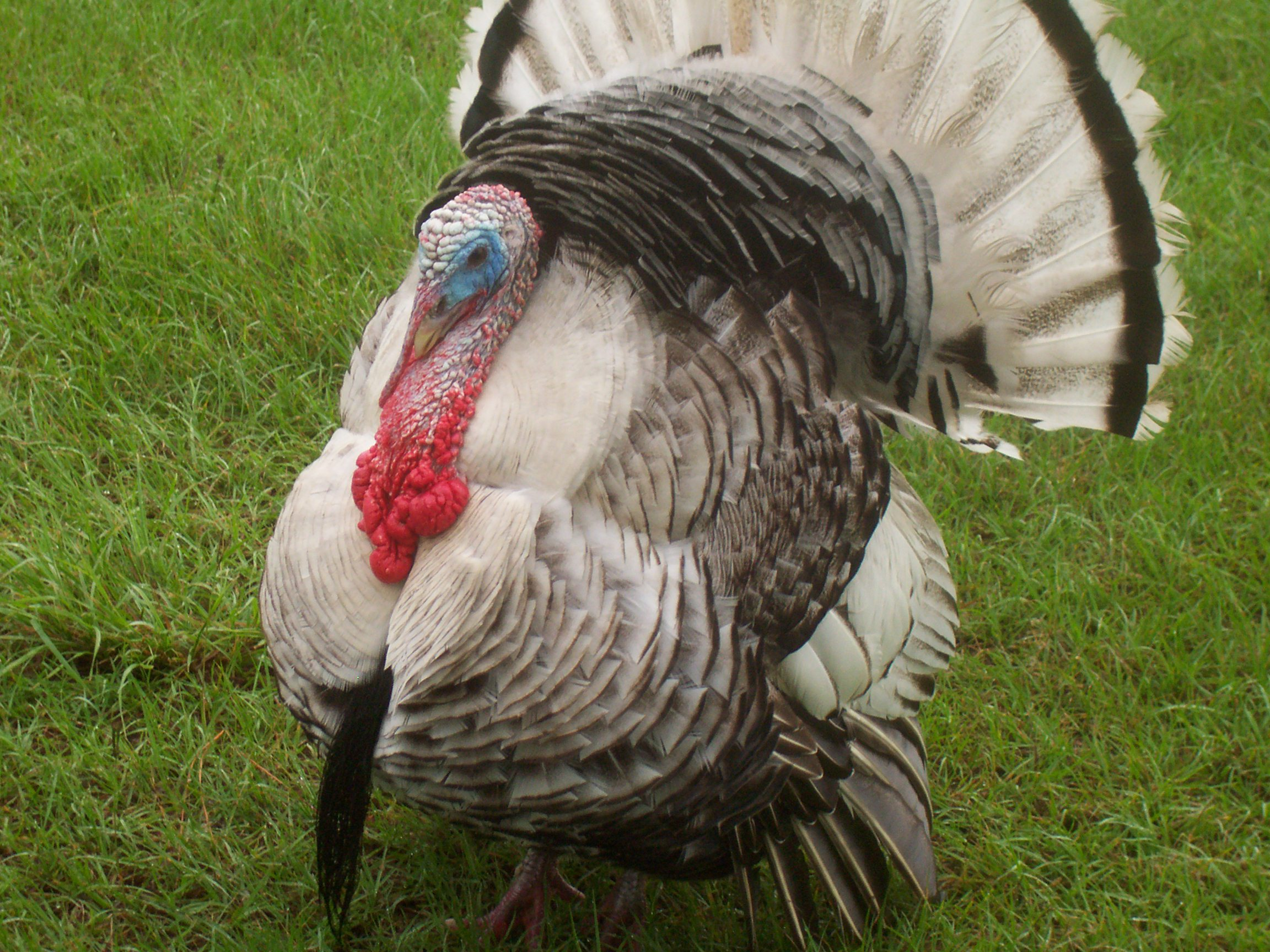
수컷 칠면조

칠면조는 꿩과 호로새와 가장 가까운 대형 조류로, 부채꼴로 난 꼬리깃과 구애 용도로 웃자란 부리 근처의 긴 육수가 특징이다. 가축 칠면조의 조상인 들칠면조(학명: Meleagris gallopavo)는 날 수는 있지만 나는 경우는 별로 없으며, 겅중겅중 달리는 것을 좀더 선호한다. 이 종은 나무에 둥지를 틀어 지상에서 씨앗·견과류·열매·풀·관목·무척추동물·도마뱀·소형 뱀 등 다양한 먹이를 찾아 먹는다.
현재 가축으로 사육되는 칠면조는 멕시코 할리스코주·게레로주·베라크루스주 등지에 서식하는 들칠면조 6개 아종 가운데 한 종의 후손이다. 현재의 멕시코의 중남부 지역에서 아즈텍보다 더 이전 시대에 기거하던 원주민 부족은 기원전 800년경에 칠면조를 가금으로 길들였다. 또한 미국 콜로라도고원에 살던 미국 원주민인 푸에블로 인디언 역시 칠면조를 기원전 200년경에 길들여서 가금으로 이용했고, 처음에는 겉옷·담요·제구를 만들기 위해 깃털을 사용했다. 칠면조가 육용 목적으로 사용한 것은 그로부터 1,000년 후의 일이다. 칠면조를 처음 본 유럽인은 이 새를 당시 터키, 즉 튀르키예를 경유해서 유럽에 들어온 호로새로 착각해서 터키(turkey)라고 부르게 되었다.
상품 목적으로 사육되는 칠면조는 통기성과 조명도를 조절할 수 있도록 특수하게 만들어진 대형 축사 내부에서 사육된다. 이와 같은 축사에서 사육할 시 활동량이 감소해 살이 더 빨리 찌게 된다. 칠면조의 식사 빈도는 조명의 영향을 받기 때문에 어두운 저조도 조명을 24시간 동안 유지시키거나 단계적으로 조명을 조절하는 등 다양한 사육법을 동원하면 칠면조가 먹이를 자주 먹게 할 수 있다. 일반적으로 암컷은 생후 15주, 수컷은 19주에 도축할 수 있는 몸무게로 자라나는데, 이렇게 자란 성체 칠면조는 야생 들칠면조보다 몸무게가 2배는 더 나간다. 품종 개량도 거듭 이루어졌지만 육용 칠면조는 대개 흰색 깃털을 가진다. 이렇게 흰색 깃털이 나는 편이 도축 이후 사체의 외관에 더 좋고, 핀 깃털도 눈에 덜 띄게 할 수 있기 때문이다. 한때 칠면조는 크리스마스나 추수감사절 등 명절 기간에 집중 소비되는 특식 취급을 받았으며 영국에서는 크리스마스 시기 약 1천만 마리가, 미국에서는 추수감사절에 약 6천만 마리가 도살될 정도로 그 인식이 강했지만, 점점 대중화되어 세계인의 식탁에 오르내리고 있다.

## 기타 가금류
뿔닭이라고도 일컫는 호로새는 남아프리카 원산으로 주로 소비되는 것은 투구뿔닭이라고 하는 호로새(학명: Numida meleagris)이다. 호로새는 반점이 분포한 회색 몸, 알록달록한 두상에 독특한 볏이 나 있는 중형 가금류로 고대 그리스·로마 시대에도 가금류로 사육되었다. 호로새는 환경 적응력이 강하고 사회성이 높은 새로, 곤충이 주식이지만 식물성 모이도 먹는다. 채마밭에 풀어 기르면 해충을 구제할 수 있으며 라임병을 옮기는 진드기도 잡아먹을 수 있다. 야생에서는 주로 나무에 보금자리를 틀어 서식하며 째지는 울음소리로 포식자의 접근을 막는다. 닭과 같은 식으로 고기와 알을 먹을 수 있으며, 성장성이 강해 생후 4개월이면 도축할 수 있다.
집비둘기는 식용 목적으로 사육되는 비둘기로, 그 중에서도 비둘기고기로 가장 많이 소비되는 어린 개체들을 가리켜 스쿼브(squab)라고 부른다. 다른 가금류처럼 식용 집비둘기는 바위비둘기(학명: Columba livia)라고 하는 야생종 비둘기가 조상이다. 집비둘기 중에서도 육용으로 쓰이기에 바람직한 특성을 지니도록 개량한 품종을 가금으로 기른다. 비둘기가 두 개씩 알을 낳으면 약 17일간 부화시키고, 그렇게 태어난 새끼는 부모 비둘기한테서 한 번 먹었던 곡류를 게워내서 주는 단백질 덩어리를 먹고 자란다. 비둘기는 금세 자라나지만 깃털은 느리게 나며, 생후 26-30일에 달하면 몸무게가 500g으로 늘어나서 둥지를 떠날 채비를 갖춘다. 그 즈음에 다 자란 비둘기가 한 쌍, 어버이 비둘기가 번식기 동안 4주마다 한 쌍씩 알을 낳는 것으로 번식이 이루어진다.
꿩은 중대형에 속하는 가금류로, 동아시아에서는 꿩고기의 수요가 있어 관상용 및 식용으로 사육된다. 식물성과 동물성 양쪽 먹이를 먹는 잡식성 조류이며 야생 상태에서는 주로 산간 지역에 서식한다. 오랜 세월 동안 식용 조류로서 소비되어 왔으며, 전통적으로 번식과 사육의 흔적은 남아 있으나 그 정도가 미흡하고 야성이 강한 까닭에 닭이나 오리만큼 폭넓게 사용되지는 않았다. 현시대에 들어서는 닭과 같은 대량 사육이 가능해져서 특수가금으로 취급된다.

## 가금축산업

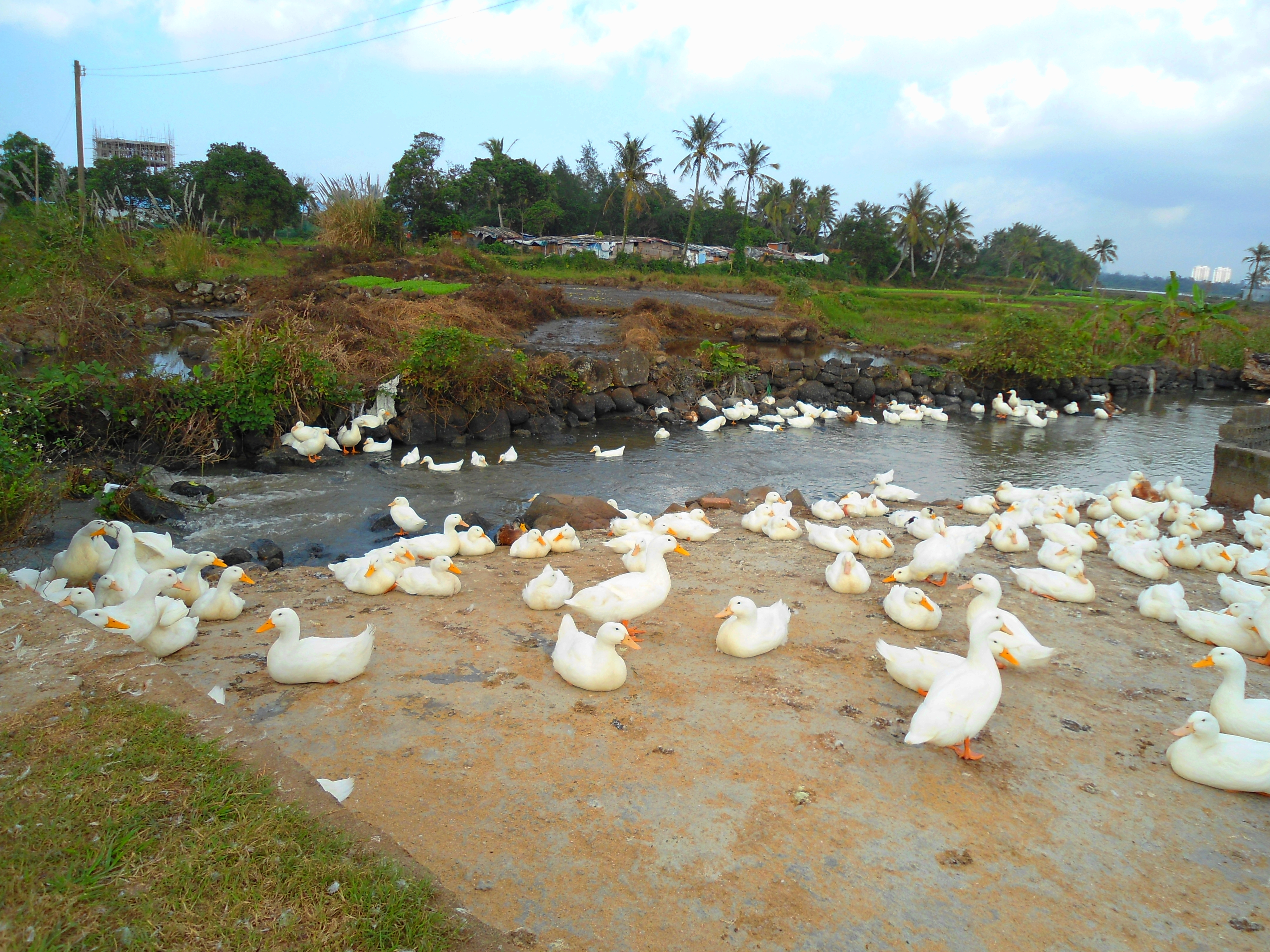
중국 하이난성에서 방목하는 오리

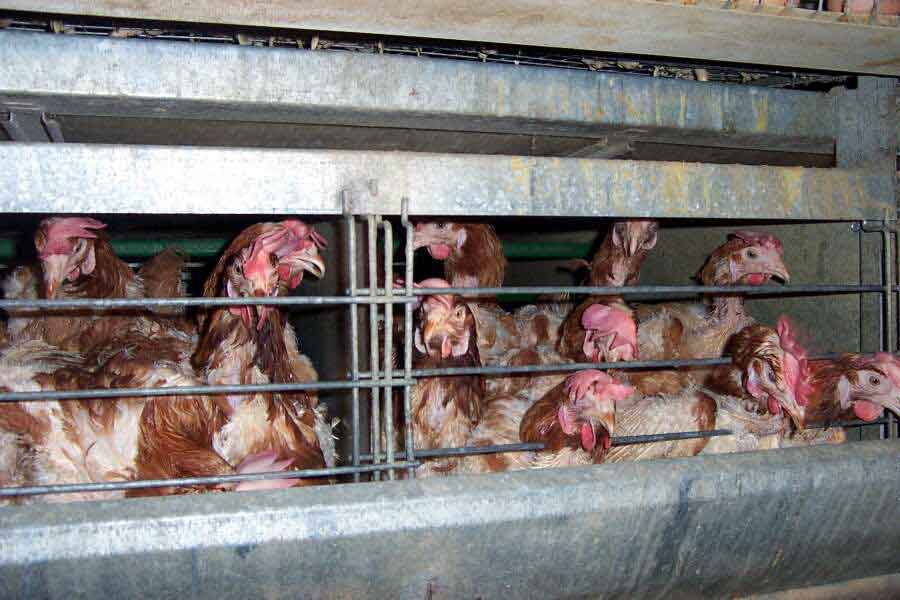
좁은 우리 한 곳에 여러 마리를 몰아 기르는 닭

가금 가운데서 가장 대규모로 사육되는 것은 닭으로, 매년 500억 마리가 넘는 두수가 알과 고기를 얻기 위해 사육된다. 재래식 농법에서 가금류는 소규모 무리만 집중적으로 기르면서 낮에는 모이를 주고 밤에는 새장에 가둬 놓는 식으로 사육된다. 이 방법은 여러 개발도상국에서는 현행 농법으로, 이러한 곳에서 가금을 돌보는 일은 가정에서 주로 여성이 맡는 중요한 가계 기여방식이다. 하지만 세계적으로 인구의 증가와 폭발적인 도시화의 영향으로 가금축산은 대부분 전문적인 대규모 사육 방식으로 이루어진다. 대규모 사육은 사료 재배지와 가깝거나 육류의 수요가 높은 곳 근처에 입지를 잡고 진행되어 도시권에 저렴한 양질 가금육을 공급한다. 사육을 통해 얻는 수익은 사료가에 따라서 요동친다. 즉 사료 가격이 높아질수록 가금축산의 확장은 어려워진다.
가금은 방목하기도 하며, 이 경우 방사 시간 동안에는 자유롭게 야외 활동을 할 수 있다. 그러면서도 대부분은 넓게 쳐 놓은 목책을 벗어나지 못하지만, 비교적 자연에 가까운 환경에 접근하는 것이 가능해져서 평정 상태를 유지하면서 스트레스를 덜 받게 할 수 있다. 이것보다 한층 더 밀집한 사육 방법이 마당에 풀어 기르는 방식으로, 새장과 울타리를 쳐 놓은 마당까지가 활동 반경이어서 면적은 줄어들지만 사육 밀집도는 올라간다. 한편 큰 축사를 만들어서 기를 수도 있는데, 야외로 나가는 것은 할 수 없지만 대신 건물 내부에서 자유로운 이동을 할 수 있도록 하는 방식이다. 가장 사육 밀집도가 높은 사육법은 이른바 배터리 케이지라고 하는 것으로, 좁은 새장을 여러 층으로 쌓아서 만든 연립식 새장에 들여 사육하는 것이다. 종종 한 우리 안에 복수의 가금이 사육되기도 하며 이동 및 정상적인 활동은 크게 제한된다. 우리 안에서 닭이 알을 낳으면 모으기 쉽게끔 바닥에 떨어져셔 바깥쪽에 설치된 알바구니로 굴러가게 되어 있다. 이렇게 다수의 암탉을 비좁은 배터리 케이지에 가두고 키우는 방식은 동물 복지 차원에서 큰 논란이 되고 있으며, 유럽연합은 2012년 1월 1일부로 배터리 케이지 사육법을 불법으로 규정했다.

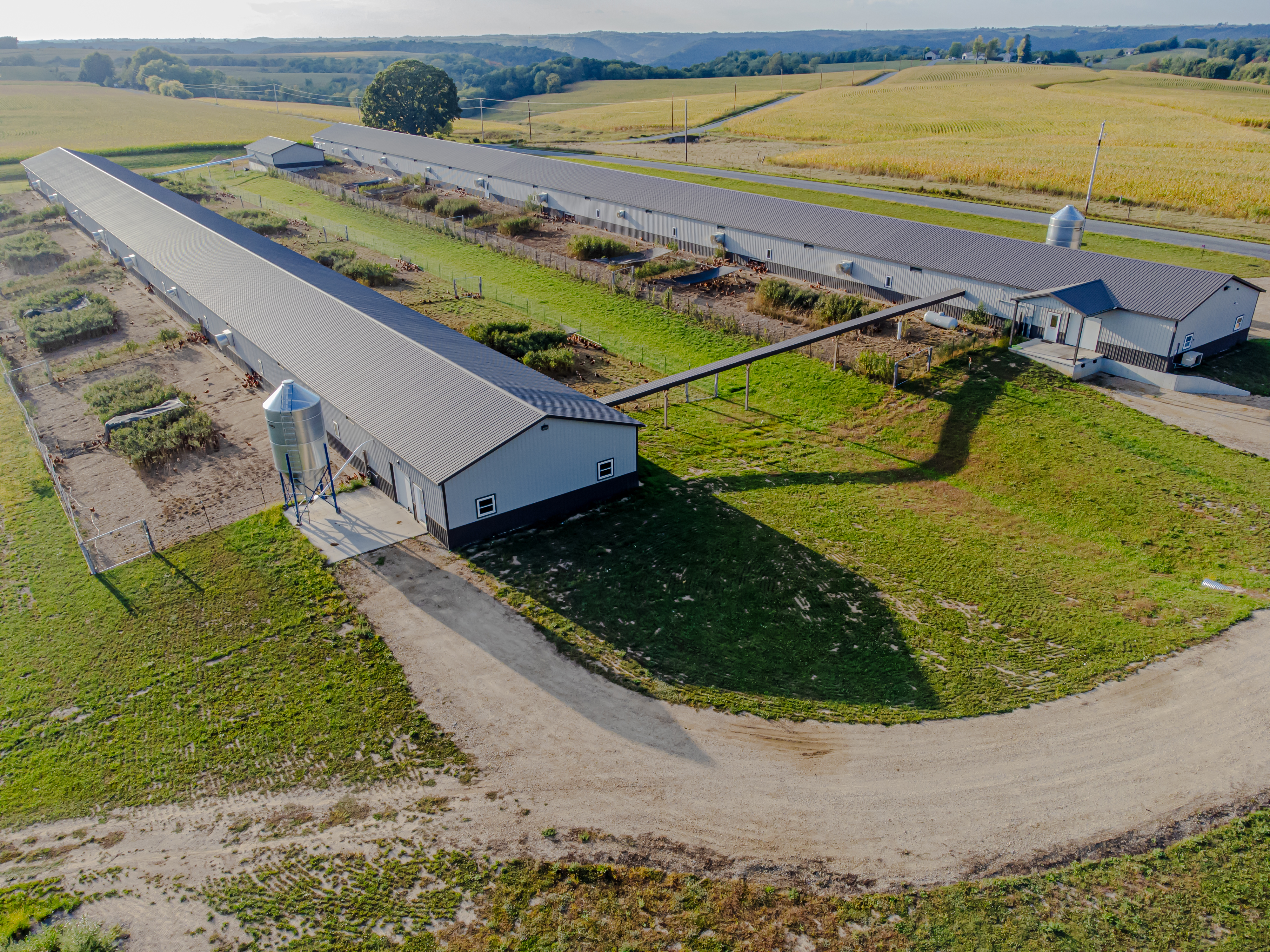
닭을 마당에서 사육하는 위스콘신주 버넌군의 농장

닭 중에서 고기를 먹을 용도로 사육되는 닭은 육계(肉鷄, 영어: broiler)라고 부르며, 6주 이내로 2kg 이상의 먹을 만한 크기로 자라는 품종이 이미 개량되어 있다. 육계는 아주 신속하게 자라기 때문에 다리로는 몸무게를 항상 지탱할 수 없으며, 심장과 호흡기로 근육에 이루어지는 산소 공급이 원활하지 않다. 육계의 폐사율은 1% 정도로, 비슷한 무게까지 자라는 데 18주가 소요되는 산란계보다 훨씬 높다. 가금의 처리는 대부분 자동 컨베이어 벨트로 이루어지며, 2-3시간 내에 도축·절단·내장 제거·세척·냉각·탈수·체중 측정·포장이 모두 이루어진다.
밀집 사육과 방목 사육 모두 동물 복지 차원에서는 문제가 제기되고 있다. 밀집 사육하면 동족포식·깃털 빠짐·통풍구 훼손 등이 빈번하게 일어나며, 이를 방지하기 위해 부리를 깎기도 한다. 면역력이 떨어져 질병에 감염될 확률 역시 높으며 한 번 퍼지면 수천 마리씩 걷잡을 수 없이 퍼져나간다. 한편 방사해서 기른다면 가금이 악천후에 취약해지며 포식자와 질병을 보균하고 있는 야생 조류와의 접촉이 많아진다. 동남아시아에서는 적절한 질병 통제책 없이 방목하여 조류독감의 발생이 빈번해지기도 한다. 또한 축사 내에서 풀어 기르는 것은 환경이 매우 비위생적으로 변하기 때문에 복지 차원에서 낙제점을 받는다.

## 식품 용도

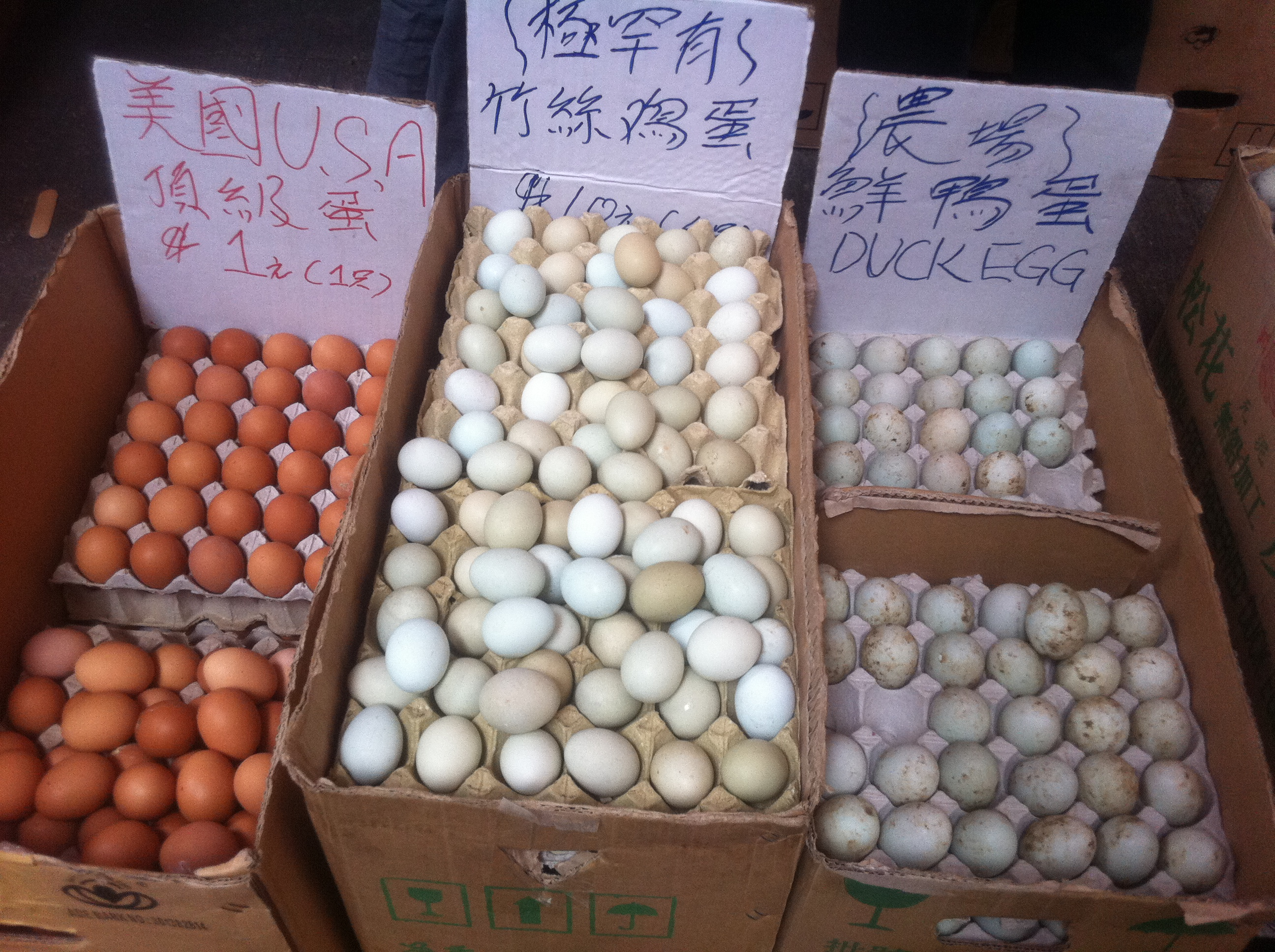
홍콩의 달걀 및 오리알 판매장

가금류로부터 얻는 고기는 전체 육류 소비량의 38%를 차지하는 돼지고기를 뒤이어 세계에서 두 번째로 많이 먹는 고기 종류이다. 소비를 위해 사육되는 가금 두수는 160억 마리에 달하며, 이 가운데 태반이 밀집사육의 형태로 사육되어 생산된다. 세계적으로 가금육 생산량은 2013년 기준으로 8460만 톤에 달하며, 국가별로는 미국(20%)·중국(16.6%)·브라질(15.1%)·유럽연합(11.3%) 순으로 생산량이 많았다. 현재 가금 생산 모델은 유럽연합식 공급망 모델과 미국식 모델로 나뉘어진다. 전자는 가금육의 원산지를 알 수 있게끔 하며, 식품의 안전성과 동물 복지, 환경 규제 등을 동시에 고려하기 때문에 비용이 많이 든다. 반면에 미국식 모델은 생산된 가금육을 바로 상품화한다.
2011년에 전세계 오리고기 생산량은 420만 톤에 달했으며 그 가운데 3분의 2에 달하는 약 17억 마리가 중국에서 사육됐다. 또한 베트남·태국·말레이시아·미얀마·인도네시아·한국(총합 12%) 등이 주요 생산국이었으며, 서양에서는 프랑스(3.5%)가 생산 비율이 가장 높게 나타났다. 중국은 또한 거위고기와 호로새고기의 최대 생산국이었으며 전체의 94%에 달하는 260만 톤을 생산했다.
전세계 달걀 생산량의 경우, 2013년에는 예년을 상회하는 약 6550만 톤에 달하는 달걀 생산되었을 것으로 추산되었다. 2000년과 2010년 사이에는 달걀 생산량이 전세계적으로 연간 2% 상승세를 보였지만 그 이후로는 성장세가 1% 정도로 조금 감소했다.

### 부위

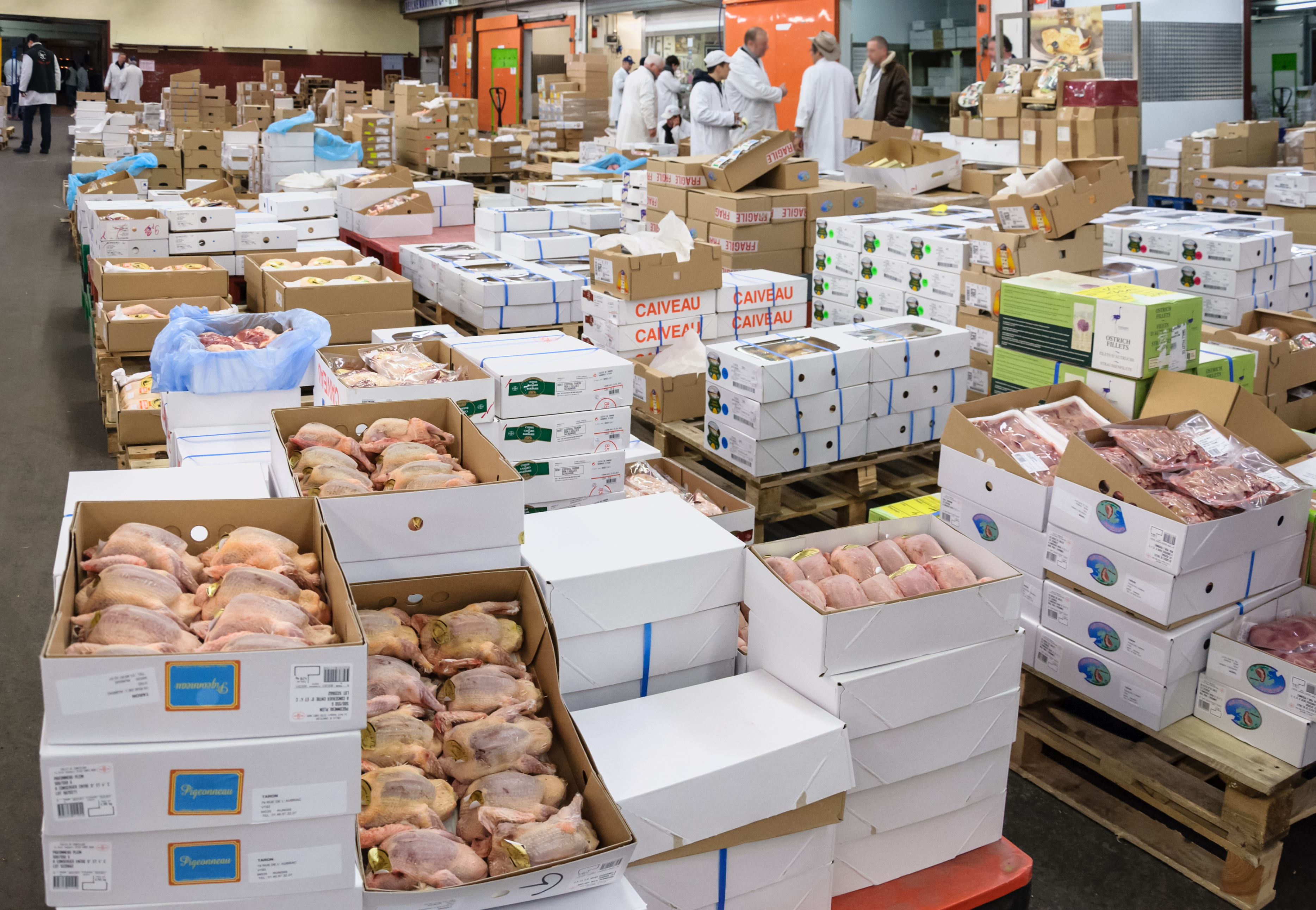
프랑스 파리 시장의 가금류 코너

가금은 신선한 상태나 냉동된 상태로, 통째로나 부위별로, 뼈를 붙인 채로나 순살로, 다양한 막의 양념으로, 날것이나 요리된 상태로 다양하게 즐길 수 있다. 살이 가장 많은 부위는 비행근이 위치한 가슴살과 보행근이 자리한 허벅다리살이다. 버펄로 윙처럼 날개 부위 역시 훌륭한 식재료로 사용되며, 닭의 경우 닭봉·아랫날개·윗날개 세 부위로 나눌 수 있다.
한편 가금류 고기에서는 적색육에 가까운 다크미트(dark meat) 부위와 백색육에 가까운 화이트미트(white meat)가 갈린다. 다크미트 부위는 가금류가 지속적인 활동을 하는 데 쓰이는 부위로 체내 산소의 통행에 중요한 단백질 미오글로빈의 영향을 받아 어두운 색을 띠고 있으며, 닭의 경우 걷는 데 사용되는 허벅다리 부위가 이에 해당한다. 반면에 화이트미트 부위는 거의 사용하지 않거나 지극히 짧은 활동에만 쓰이는 근육으로, 잘 날지 않는 닭의 경우 비행근인 가슴살이 이에 해당한다. 닭과는 반대로 오리와 거위는 비행에 더 적합한 가슴 근육을 갖고 있어 전체적으로 적색육의 성질을 더 짙게 띠며 붉은 발색이 더 진하게 드러난다.

## 인체 영향

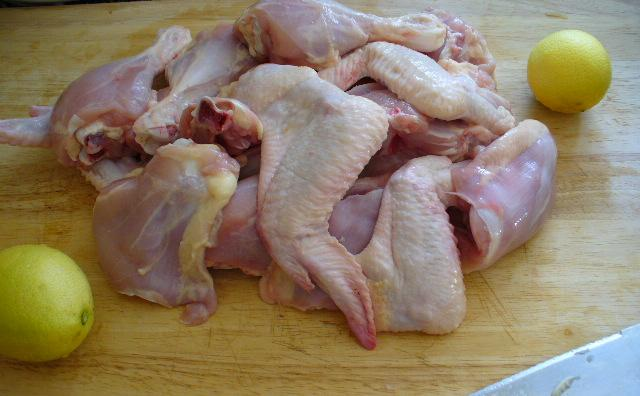
부위별로 해체된 닭고기

2022년 현재까지 가금류 섭취가 인체의 건강에 미치는 영향을 정확히 평가한 임상실험은 없으나, 영양학적으로는 가금류로부터 얻을 수 있는 식품은 단백질이 풍부하고 지방 함량과 지방산 배합도 적절하여 인체에 이롭다. 닭고기는 대다수의 적색육보다 다가 불포화 지방산이 2~3배 더 많다. 단, 뼈나 껍질이 없는 닭가슴살의 경우 그 양은 훨씬 적다. 구운 닭가슴살 100g에는 지방 4g에 단백질 31g, 대응되는 쇠고기 부위인 스커트 스테이크는 지방 10g에 단백질 27g이 함유되어 있다.
일반적으로 식료품점에서 판매되는 육류 및 가금류 고기는 황색포도상구균의 감염률이 높으며, 2011년 연구에 따르면 미국 식료품점에서 팔리는 고기의 47%에 달하는 비율이 이에 해당되었으며, 이런 박테리아 가운데 52%는 적어도 세 종류의 항생제에 내성을 가지고 있다. 조리를 통해서 박테리아를 박멸할 수 있지만, 원료를 부적절한 식으로 섭취할 시 감염될 위험은 상존한다. 또한 가금류로 생산된 식재료를 취급할 시, 살모넬라균과 캄필로박터균 등으로 인한 박테리아 감염 역시 주의해야 하며, 부적절하게 취급되면 음식물을 통해 질병 감염을 초래할 수 있다.
조류독감 역시 가금류로 전염되는 돌림병으로, 조류만을 표적으로 감염되는 특정 인플루엔자바이러스 A형에 의해 발생한다. 사람은 일반적으로는 이 바이러스에 감염되지 않으나, 살아있는 가금과 접촉이 잦은 사람들은 바이러스 보균자가 될 가능성이 높다. 특히 이와 같은 감염은 야생 조류의 인플루엔자 감염률이 높은 동남아시아에서 자주 발생한다. 바이러스가 변이를 일으켜 사람한테도 치명적인 고전염성 병원균으로 돌변하면 독감 유행 사태를 일으킬 수 있다.
박테리아는 과학기관에서 인위적으로 배양관을 만들어 배양할 수 있으나, 바이러스는 살아있는 세포가 있어야 스스로 복제할 수 있다. 상술한 질병에 대한 백신은 주로 유정란을 배양처 삼아 개발한다. 독감 백신을 개발하는 데 쓰이는 유정란은 연간 수백만에 달하며, 새 백신을 만드는 데는 6개월간 백신의 표적이 될 변종을 정하는 결정과정을 거쳐야 한다. 이렇게 생성된 백신은 난류 알레르기가 있는 사람은 면역이 형성되지 않는다는 것이 문제이지만, 유정란 기반이 아닌 세포 기반으로 바이러스를 배양할 수 있는 기술이 개발됨에 따라 극복이 차차 가능해지고 있다. 세포 배양법은 충분한 양의 살균된 수정란을 확보하기 어려운 상황에서도 유용하게 사용될 것이다.